# Mexican Sunrise
Mexican Sunrise (Brasil: Amanhecer Violento ) é um filme norte-americano de 2007.

## Elenco (seleção)
- Armand Assante… Salvidar
- Jordan Belfi… Ryan
- William Gregory Lee… Wil
- Reed Frerichs… Derek
- Tom Tartamella… Shane
- Drew Powell… Tindol
- Megan Brown… Willy Red
- Santiago Villalobos… Lalo